# Дніпро-прип'ятська культура
Дніпро-прип'ятська культура — археологічна культура пізньої середньокам'яної доби (приблизно 6500-5000 роки до Р. Х.) на Київській Наддніпрянщині, Волині й Прип'ятському Поліссі. Виділена Дмитром Телегіним в 1970-х роках, і тепер розглядається як варіант ширшої яніславицької культури, переважно відомої за пам'ятками Польщі.
Культура характеризується значною пластинчастістю техніки виготовлення знарядь разом з сучасної їй донецькою культурою, що переважає її за індексом пластинчастості, який у неї є найвищий серед пізньо-середньокам'яних типів України (4,7).
Пам'ятники цієї культури поширені в Києво-Житомирському Поліссі, Київському Придніпров'ї і частково в Західній Волині.
За деякими особливостями в складі крем'яних виробів пам'ятки дніпро-прип'ятської культури діляться на два варіанти — рудоострівський і загайський.

## Рудоострівська група
Названо за характерною стоянкою на Рудому острові на річці Здвиж. Характерний перевагою в мікролітах яніславицьких вістрів. Виділений Леонідом Залізняком. Рудоострівський тип поширений на києво-житомирському Поліссі та Волині.
Пам'ятки рудоострівського типу:
- Рудий острів на притоці Тетерева Здвижі;
- на півночі Житомирської області — Стаханівка на Ірші, Корма;
- північніше Києва — Вишгород-ДВС,
- Борки,
- Ірпень,
- Нетішин на Горині,
- Кам'яне I,
- Хильчиці,
- Гаї Лев'ятинські,
- Птиче,
- та інші.

Крем'яні вироби, виготовлені з низькосортного різнобарвного кременю, очевидно, валунного походження. Нуклеуси на рудоострівських стоянках в більшості мають аморфний вигляд.

## Загайська група
Названо за характерною стоянкою в місцевості Загай І. Характерний переважанням трапецій. Загайський тип поширювався в основному в Києво-Канівському Подніпров'ї, включно з Правобережжям.
Пам'ятки загайського типу:
- урочище Загай (також в літературі - Козинці-Загай) біля села Козинці Бориспільського району,
- Коржі-Бірки, Волошинівка в долині річки Трубіж,
- Українка,
- Олександрівка
- та інші.

На крайньому південному сході поширення загайських стоянок, якість кременю значно краще за той, що використовувався рудоострівською групою. Повніше представлені в комплексах правильно ограновані нуклеуси.
Стоянки загайського типу відрізняється від пам'яток рудоострівської та яніславицької культур наявністю значної кількості округлих скребків, що виявляє паралелі в комплексах південіших територій Надпоріжжя — Кізлевий острів, Ігрень 8, Ненаситець.
На загайських стоянках особливо значний відсоток трапецій.
Наявність на стоянках загайської групи сегментоподібних вістрів.

## Знахідки

### Мікроліти
Нуклеуси в комплексах культури складають дуже незначний відсоток. Там, де їх форма достовірно визначається, вони майже завжди прямоплощадні, саме чим різко відрізняються від переважно косозрізаних нуклеусів нобельської групи.
Відсоток пластин в комплексах трохи вище, ніж, скажімо, на стоянках кудлаївської культури, але їх значно менше, ніж в піздньомезолітичних культурах південіших територій України — наприклад, у гребениківської, кукрецької та інших.
В цілому виготовлених з пластин знарядь менше, ніж тих самих виробів зі сколів, хоча в окремих комплексах (Вишгород-ДВС) перших більше.
Скребки кількісно переважають різці. Таке перевищення буває значним до чисельності різців у лише кілька відсотків. Скребки, навпаки, складають часто до 40 % всіх знарядь, що характерно і для багатьох інших культур пізнього мезоліту сусідніх територій — яніславицької, гребениківської та інших. Скребки переважно кінцеві, головним чином на сколах, і значно менше таких скребків на укорочених пластинах. Також зустрічаються підокольні скребки на сколах. У деяких комплексах виявлені поодинокі подвійні скребки. В цілому типологічний склад скребків дуже близький до комплексів яніславицької культури Польщі, за винятком наявності округлих скребків загайської групи.
Мікроліти геометричних форм в комплексах дніпро-прип'ятської культури відіграють помітну роль, складаючи іноді понад 10 % знарядь, що приблизно стільки, скільки в «мікролітичних» пам'ятках, як Гребеники, Мурзак-Коба та інше.
Тип трапецій стійкий; вони зазвичай високих і середніх пропорцій, чим відрізняються від знахідок південних мезолітичних культур і наближаються до матеріалів культур Північної України, Білорусії та Польщі.
Трикутників мало (1 %), що характерно і для пам'ятників більш західних територій, зокрема — Польщі та інших, на що звертали увагу Стефан Кароль Козловський, В. Ф. Ісаєнко та Леонід Залізняк.
Косі вістря становлять значний відсоток знахідок. Разом з відносно великою кількістю мікрорізців вони є однією з характерних рис культури. Саме за наявністю цих вістрів, виготовлених в мікрорізцовій техніці, ряд стоянок дніпро-прип'ятської культури в Західній Волині і над Прип'ятью були включений Стефаном Козловським до яніславицької культури (тип Кам'яне I). Але на відміну від яніславицьких комплексів Польщі на дніпро-прип'ятських стоянках косі вістря з підретушуваною підставою зустрічаються дуже рідко (Корми, Нетішин), де підстава зазвичай вирівняня зламом.
Зрідка в комплексах дніпро-прип'ятської культури зустрічаються окремі пластини-вкладиші. Дещо більше їх знайдено лише на стоянці Корми Іб.
Невеликий відсоток вістрів з затупленим краєм — основна ознака, за яким рудоострівські комплекси відрізняються від стоянок кудлаївської культури.

### Макроліти
Макролітічні знаряддя дуже нечисленні. Зустрічаються лише примітивні сокири, наприклад, в комплексах Вишгород-ДВС, Загай, Коржі-Бірки та інших.
Через низький відсоток макролітів дніпро-прип'ятська культура значно відрізняється від донецької, народицької, піщанорівської та інших культур, де макролітичні вироби добре представлені.

## Походження
Походження дніпро-прип'ятської культури пов'язують з розвитком традицій маглемозької культури.
Ймовірно, носії дніпро-прип'ятська культури взяли участь у складанні новокам'яних культур Південно-Східного Полісся.